# Les Petits Bouffons de Paris
Pour les articles homonymes, voir Bouffon (homonymie).
Les Petits Bouffons de Paris au Guignol du Parc des Chanteraines est l'un des théâtres de guignol les plus récents en région parisienne, implanté à Villeneuve-la-Garenne (Hauts-de-Seine), animé par la Compagnie Les Petits Bouffons de Paris, compagnie animant également le Théâtre Guignol Anatole aux Buttes-Chaumont. En avril 2015 le Guignol du parc de Sceaux vient rejoindre les deux autres lieux. 
La salle est couverte.

## Histoire
Ce théâtre a été créé à la fin des années 1980 et animé par M. Brottet, le délaissant pour un autre castelet en région parisienne. Il fut remplacé un temps par Claude Bensignore et Marie Guastala. Après une année de fermeture il fut attribué à Solange Gérard animatrice de la compagnie « Les Petits Bouffons » en 1992. Devant se rendre dans le Nord de la France, elle passe le flambeau en 1994  à la compagnie « Les Petits Bouffons de Paris », compagnie fille de la précédente mais néanmoins indépendante de celle-ci. Elle est animée par une nouvelle équipe de marionnettistes depuis 20 ans. Depuis ce temps, ils n'ont de cesse de créer de nouveaux spectacles hauts en couleur et rebondissements dans une tradition entièrement revisitée.

## Type de marionnettes
Marionnettes à gaine (cf. Théâtre Guignol Anatole).

## Publics
Enfants et adultes... groupes et individuels.

## École, stages
La compagnie a animé pendant 3 ans un atelier de guignol dans le cadre des « ateliers bleus » de la ville de Paris entre 1995 et 1997, mais décida d'arrêter en raison d'une demande croissante de spectacles et de fait par manque de temps mais également par le manque de moyens alloué à un tel atelier.
Aucun stage n'est proposé pour le moment.